# Silvia Claes
Silvia Claes (Leuven, 14 mei 1976) is een Vlaamse actrice. Ze is vooral bekend van haar rol als Trudy in de televisieserie Familie, die ze 20 jaar lang vertolkte.

## Carrière
Claes heeft in verschillende Vlaamse series en films geacteerd, zoals Heterdaad, Hof van Assisen, Film 1 en Iedereen beroemd!. Van 1998 tot 2018 vertolkte zij de rol van Gertrude "Trudy" Tack de Rixart de Waremme in meer dan 4000 afleveringen van de Vlaamse soap Familie. Daarna is ze gestopt met acteren en ging ze aan de slag als bibliothecaresse.
Claes nam in het najaar van 2007 deel aan het nieuwe VTM-programma Ranking the Stars, dat gepresenteerd werd door Sergio.

## Privé
Claes is de tweede dochter uit een gezin van vijf kinderen. Ze heeft een oudere zus en drie jongere zussen, onder wie Stefanie Claes (1983) en Barbara Claes (1983). Haar twee jongste zussen zijn een tweeling en acteren eveneens. In de serie Familie speelden zij een tijdje de zussen van Silvia's personage Trudy.
Gedurende enkele jaren, tot 2009, vormden Silvia en collega-acteur Gunther Levi een ongehuwd koppel. Samen kregen ze in 2004 een zoon.
Claes raakte zwaargewond bij een auto-ongeval op 13 november 2019.

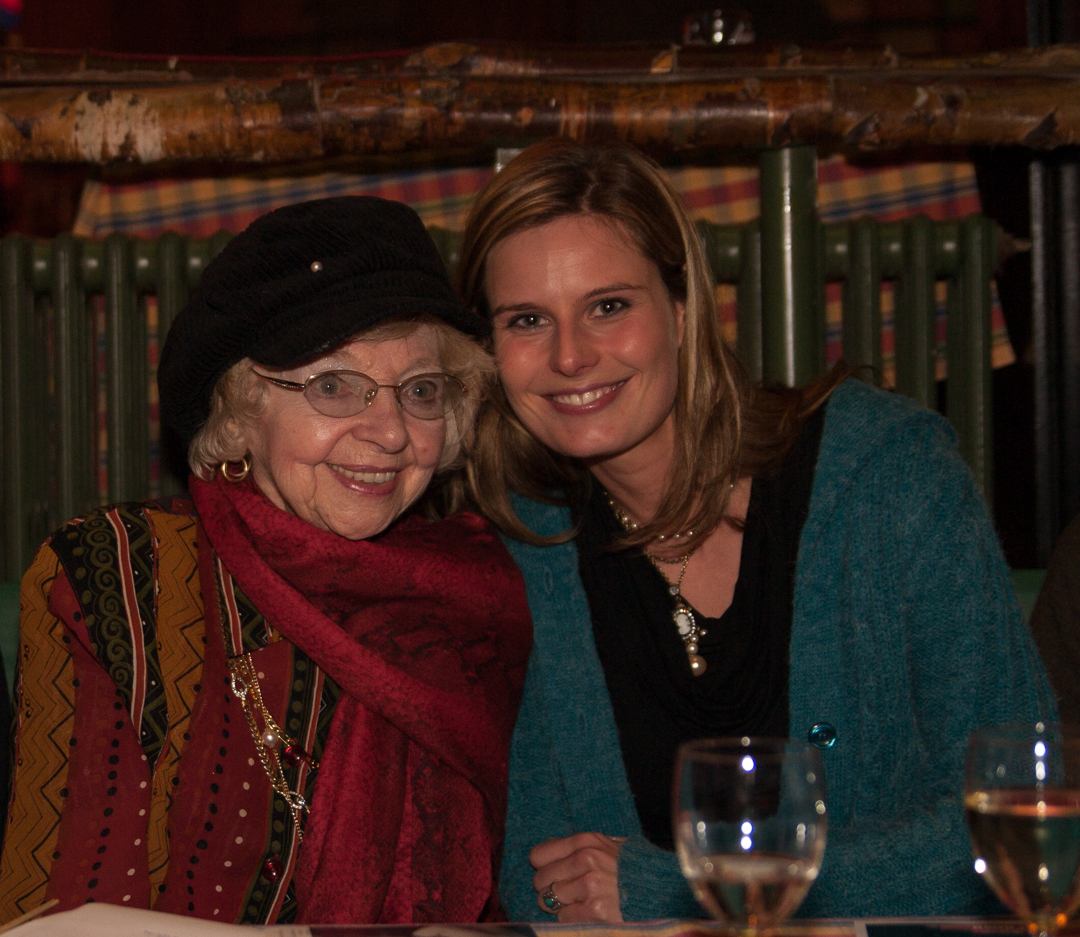
Yvonne Verbeeck (l) en Silvia Claes in 2007